# 短光水蚤
短光水蚤（学名：Lucicutia curta）为光水蚤科光水蚤屬下的一个种。